# La festa
La festa (укр. «Свято») — альбом італійського співака та кіноактора Адріано Челентано, випущений у березні 1966 року під лейблом «Clan Celentano».

## Про альбом
Всі пісні альбому вийшли як сингли у 1962—1966 роках, вони випускалися в різних країнах Європи. Більша частина пісень вже увійшла до попереднього альбому «Non mi dir», новими піснями були лише три композиції: «La festa», «Il ragazzo della via Gluck» і «Chi era lui». До альбому також увійшли такі відомі пісні Челентано як: «Stai lontana da me», «Pregherò» і «Ciao ragazzi».
Альбом вийшов у березні 1966 року, він був зарезервований для читачів журналу «Bolero Film» (рік XX, № 990 від 24 квітня 1966 року). Добірка пісень альбому представлена стилями рок-н-рол і поп-рок. У записі альбому взяв участь гурт підтримки Челентано — «I Ribelli». Багато пісень альбому записані в студії «RCA Italiana» в Римі, за участю звукоінженера Піно Мастроянні. Продюсер альбому — близький друг співака Мікі Дель Прете.
Перший трек альбому — композиція «Il ragazzo della via Gluck» («Хлопець з вулиці Глюка»), яка вважається першою соціально-автобіографічною піснею Адріано Челентано. Її текст розповідав про деталі дитинства і отроцтва Челентано — долю простого міланського хлопця, який покинув свій будинок на околиці міста в пошуках щастя. З часом, юнак розбагатів і повернувся до свого будинку, де не знайшов нічого, що знав та бачив раніше — така складова символізувала швидкоплинність часу і скорботу Челентано по минулому дитинству. Пісня стала однією з найзнаменитіших у творчості співака і піднімала теми екології та будівельної спекуляції. У січні 1966 року Челентано виступав з цією піснею на фестивалі «Санремо». Хоча композиція посіла одне з останніх місць та не вийшла у фінал фестивалю — вона мала великий успіх, здобула народну та світову славу, її перекладено на 22 мови і з часом включено в шкільні підручники, як заклик до збереження навколишнього середовища. Пісня посідала 2 позицію в італійському чарті протягом 1966/67 років, вона випускалася на одній платівці з піснею «Chi era lui», яка була продана у кількості 1 мільйон екземплярів.
Пісня «La festa» посідала 1 позицію в італійському чарті протягом 5 тижнів у 1965/66 роках.
Альбом містив кавер-версії пісень англомовних авторів італійською мовою: «Il problema più importante» (оригінал «If You Gotta Make a Fool of Somebody»), «Stai lontana da me» («Tower of Strength»), «Pregherò» («Stand by Me») і «Non mi dir» («Symphonie»).
Спочатку альбом випускався на LP-платівках у 33 оберти лише в Італії. З 1996 року випускалося ремастоване перевидання альбому на CD. До перевидання альбому 1996 року увійшов бонус-трек — пісня «Pasticcio in paradiso» 1962 року.

## Трек-лист
LP
Сторона «A»
| #  | Назва                                                                                       | Автор слів                       | Автор музики                 | Рік  | Тривалість |
| -- | ------------------------------------------------------------------------------------------- | -------------------------------- | ---------------------------- | ---- | ---------- |
| 1. | «Il ragazzo della via Gluck» (Хлопець з вулиці Глюка)                                       | Могол і Мікі Дель Прете          | Адріано Челентано            | 1966 | 04:02      |
| 2. | «Chi ce l'ha con me» (Ті, хто зі мною)                                                      | Могол і Мікі Дель Прете          | Піно Массара                 | 1964 | 03:20      |
| 3. | «Chi era lui» (Ким був він)                                                                 | Могол і Мікі Дель Прете          | Паоло Конте                  | 1966 | 02:48      |
| 4. | «Il problema più importante (If You Gotta Make a Fool of Somebody)» (Найважливіша проблема) | Лучано Беретта і Мікі Дель Прете | Руді Кларк                   | 1964 | 02:24      |
| 5. | «Sabato triste» (Сумна субота)                                                              | Могол і Мікі Дель Прете          | Дон Бакі і Адріано Челентано | 1963 | 02:56      |
| 6. | «Non mi dir (Symphonie)» (Не кажи мені)                                                     | Мікі Дель Прете і Клаудіо Адорно | Алекс Олстон і Андре Табет   | 1964 | 02:14      |
| 7. | «La festa» (Свято)                                                                          | Лучано Беретта і Мікі Дель Прете | Піно Массара                 | 1965 | 03:23      |

Сторона «Б»
| #     | Назва                                                                 | Автор слів              | Автор музики                 | Рік  | Тривалість |
| ----- | --------------------------------------------------------------------- | ----------------------- | ---------------------------- | ---- | ---------- |
| 8.    | «Stai lontana da me (Tower of Strength)» (Тримайтеся подалі від мене) | Могол                   | Берт Бакарак                 | 1962 | 02:13      |
| 9.    | «Sei rimasta sola» (Ви дали спокій)                                   | Мікі Дель Прете         | Рікі Джанко                  | 1962 | 02:21      |
| 10.   | «Uno strano tipo» (Якийсь дивний тип)                                 | Могол і Мікі Дель Прете | Дон Бакі і Адріано Челентано | 1964 | 02:07      |
| 11.   | «Pregherò (Stand by Me)» (Я буду молитися)                            | Дон Бакі                | Бен Кінг і Елмо Глік         | 1962 | 02:57      |
| 12.   | «Grazie, prego, scusi» (Спасибі, будь ласка, вибачте)                 | Могол і Мікі Дель Прете | Піно Массара                 | 1963 | 02:07      |
| 13.   | «Capirai» (Ви зрозумієте)                                             | Могол                   | Піно Массара                 | 1964 | 01:57      |
| 14.   | «Ciao ragazzi» (Привіт хлопці)                                        | Могол і Мікі Дель Прете | Адріано Челентано            | 1965 | 02:35      |
| 38:20 |                                                                       |                         |                              |      |            |

Бонус-трек до видання на CD (1996)
| #     | Назва                                  | Автор слів      | Автор музики | Рік  | Тривалість |
| ----- | -------------------------------------- | --------------- | ------------ | ---- | ---------- |
| 15.   | «Pasticcio in paradiso» (Безлад в раю) | Мікі Дель Прете | Рікі Джанко  | 1962 | 1:50       |
| 40:10 |                                        |                 |              |      |            |

## Музиканти
- Адріано Челентано — вокал, гітара;

«I Ribelli»
- Джанні Далл'Альйо — ударні;
- Джорджо Бенакк'йо — гітара
- Детто Маріано — клавішні, бек-вокал;
- Натале Массара — саксофон;
- Жан-Клод Бікара — бас;
- Філіпп Бікара — гітара, перкусія.

## Ліцензійні видання
| Назва                 | Лейбл          | Маркування    | Країна | Рік  |
| --------------------- | -------------- | ------------- | ------ | ---- |
| La Festa (LP)         | Clan Celentano | ACC LP 40006  | Італія | 1966 |
| La Festa (CD, RE)     | Clan Celentano | SP 60772      | Італія | 1996 |
| La Festa (CD, RE)     | Clan Celentano | 497145 0      | Росія  | 2002 |
| La Festa (CD, RE, RM) | Clan Celentano | 3259130004519 | Італія | 2012 |